# Wedding Present
Wedding Present (bra: Quase Casados) é um filme estadunidense de 1936, do gênero comédia romântica maluca, dirigido por Richard Wallace, estrelado por Joan Bennett e Cary Grant, e coestrelado por George Bancroft, Conrad Nagel e Gene Lockhart. O roteiro de Joseph Anthony foi baseado no conto homônimo de Paul Gallico, publicado na revista Saturday Evening Post em 1935.
A trama retrata a história de um repórter que conquista um novo emprego e se vê diante do fim de seu relacionamento com a namorada, o que faz ele decidir abrir mão da nova posição profissional para tentar reconquistá-la.
Este foi o segundo e último filme que Bennett e Grant coestrelaram juntos, reunidos apesar do fracasso comercial e crítico de "Big Brown Eyes", sua colaboração anterior.

## Sinopse
Charlie Mason (Cary Grant) e Monica "Rusty" Fleming (Joan Bennett) são repórteres talentosos em um tabloide de Chicago, que também estão envolvidos romanticamente. Quando eles causam a renúncia do editor-chefe da cidade, Charlie é promovido ao cargo, com a justificativa de que apenas alguém relaxado conseguiria lidar com outros colegas de trabalho descomprometidos. Sua arrogância logo afasta a maioria de seus colegas, principalmente sua namorada, que decide se mudar para Nova Iorque. Desiludido, Charlie renuncia e, com a ajuda de seu amigo gângster "Smiles" Benson (William Demarest), tenta reconquistar Rusty antes que ela se case com um autor da alta sociedade.

## Cast
- Joan Bennett como Monica "Rusty" Fleming
- Cary Grant como Charles "Charlie" Mason
- George Bancroft como Pete Stagg
- Conrad Nagel como Roger Dodacker
- Gene Lockhart como Arquiduque Gustav Ernest
- William Demarest como "Smiles" Benson
- Inez Courtney como Mary Lawson
- Edward Brophy como "Squinty"
- Purnell Pratt como Howard van Dorn
- Douglas Wood como Willett
- George Meeker como Gordon Blaker
- Damon Ford como Mike Haley
- Lois Wilson como Laura Dodacker
- Mary Forbes como Sra. Dodacker
- George Offerman, Jr. como Sammy Smith
- John Henry Allen como Jonathan

Não-creditados
- Torben Meyer como Winternitz
- Charles Middleton como Turnbull
- Heinie Conklin como Herman
- Bradley Page como Givens
- Clarence Wilson como Simmons
- Estelle Etterre como Telefonista
- Dagmar Oakland como Repórter
- Jack Mulhall como Repórter

## Produção
O filme foi o último que Cary Grant fez sob seu contrato com a Paramount Pictures.
As cenas da praia foram filmadas em Santa Mônica, na Califórnia. O Corpo de Bombeiros e o Departamento de Polícia de Los Angeles forneceram veículos para a cena final da produção.

## Recepção
A revista Variety, em sua crítica, escreveu: "É preciso a última parte para salvar este filme de se tornar um completo vazio de entretenimento. Mas mesmo essa última parte não tem energia suficiente para colocar Wedding Present na disputa pela posição de destaque em um conjunto duplo. As únicas pessoas que dão a impressão de sentir que realmente têm algo no filme são Cary Grant e Joan Bennett. Eles se esforçam, mas a combinação de história e direção está praticamente contra eles".